# 名古屋大学太陽地球環境研究所
名古屋大学太陽地球環境研究所（なごやだいがくたいようちきゅうかんきょうけんきゅうじょ、英: Solar-Terrestrial Environment Laboratory, Nagoya University）は、愛知県名古屋市千種区にある名古屋大学の研究所。全国共同利用研究所でもある。略称は STE研。
太陽からのエネルギー放射によって起こる太陽から地球までの環境“太陽地球環境”の変動と予測に関する研究を行う研究所である。

## 沿革
名古屋大学名誉教授の金原淳らの尽力により1949年に設立された名古屋大学空電研究所および、1958年に設立された名古屋大学理学部附属宇宙線望遠鏡研究施設を起源とする。空電研究所は空電即ち雷放電由来の電波の研究を行っていた研究所であった。空電は航空機宛の無線連絡に大きな影響があるというので、その当時（終戦直後）は米軍からも研究の要請があった。
1988年に、空電研究所の第3部門（太陽電波部門）および太陽電波世界資料解析センターが、国立天文台に移管された。残りの部門を改組し、理学部附属宇宙線望遠鏡研究施設と統合することにより、1990年に現在の太陽地球環境研究所が設立された。
2015年に名古屋大学の地球水循環研究センター、年代測定総合研究センターと統合し、名古屋大学宇宙地球環境研究所へと改組した。

## 所在地
施設
- 本部施設（東山キャンパス）
- 分室および太陽風観測施設（豊川キャンパス）

観測所
- 母子里観測所 - 北海道雨竜郡幌加内町
- 陸別観測所 - 北海道足寄郡陸別町
- 富士観測所 - 山梨県南都留郡富士河口湖町富士ヶ嶺
- 菅平観測施設 - 長野県上田市
- 木曽観測施設 - 長野県木曽郡上松町
- 木曽観測施設 - 長野県木曽郡木曽町
- 鹿児島観測所 - 鹿児島県垂水市

## 主な観測施設
- 太陽風観測施設を豊川、富士、菅平、木曽に設置し、327MHz帯での惑星間空間シンチレーション観測を行う。4つの観測施設は、太陽地球環境研究所内からモニター可能なため、無人で運用している。
- 母子里観測所を北海道雨竜郡幌加内町に設置し、大気分光観測および低緯度オーロラ観測、地磁気変動観測を行う。
- 陸別観測所を北海道足寄郡陸別町に設置し、大気分光観測および低緯度オーロラ・大気光観測、電離圏レーダー観測や地磁気変動観測等を行う。
- 鹿児島観測所を鹿児島県垂水市に設置し、大気光観測、超長波電波観測および地磁気変動観測を行う。

## 教育
名古屋大学理学部・工学部進学者、名古屋大学大学院理学系研究科・工学研究科進学者を受け入れ、学部教育、大学院教育を実施している。

## 学術交流協定関係先
20の研究機関と学術交流協定を結んでいる。
- インドネシア国立航空宇宙研究所 (Indonesian National Institute of Aeronautics and Space)
- 国立水圏大気圏研究所 (National Institute of Water and Atmospheric Research)
- アラスカ大学地球物理研究所 (Geophysical Institute, University of Alaska Fairbanks)
- オスロ大学物理学教室 (Department of Physics, University of Oslo)
- ラパス・サンアンドレス大学理学部附属チャカルタヤ宇宙線研究所 (Chacaltaya Cosmic Ray Observatory, Faculty of Sciences, Universidad Mayor de San Andres, La Paz)
- オークランド大学地球物理研究センター (Centre for Geophysical Research, University of Auckland)
- 海洋大気局宇宙空間環境研究所 (Space Environment Center, National Oceanic and Atmospheric Administration)
- 海洋大気局地球物理データセンター (National Geophysical Data Center, National Oceanic and Atmospheric Administration)
- スウェーデン宇宙物理研究所・キルナ (Swedish Institute of Space Physics, Kiruna)
- トロムソ大学理学部 (Institute of Mathematical and Physical Sciences, University of Tromsø)
- フィンランド気象研究所地球物理部門 (Department of Geophysics, Finnish Meteorological Institute)
- マサチューセッツ工科大学ヘイスタック研究所 (Haystack Observatory, Massachusetts Institute of Technology)
- エレバン物理研究所 (Yerevan Physics Institute)
- ブラジル国立宇宙科学研究所 (National Institute of Space Research)
- カリフォルニア大学サン・ディエゴ校天体物理及び宇宙科学研究センター (Center for Astrophysics and Space Sciences, University of California at San Diego)
- カンタベリー大学理学部 (Faculty of Science, University of Canterbury)
- 中国科学院高能物理研究所 (Institute of High Energy Physics,Chinese Academy of Sciences)
- 中国極地研究所 (Polar Research Institute of China)
- ロシア科学アカデミー宇宙物理学・電波伝搬研究所 (Institute of Cosmophysical Research and Radiowave Propagation(IKIR), Far Eastern Branch, Russian Academy of Sciences, Russian Federation)
- ロシア科学アカデミー シベリア支部・太陽地球系物理学研究所 (Institute of Solar-Terrestrial Physics (ISTP), Siberian Branch, Russian Academy of Sciences, Russian Federation)